# Tre atti unici
Tre atti unici è uno spettacolo diretto e interpretato da Carmelo Bene, scritto da Marcello Barlocco, "un folle straordinario", ed esibito a Genova, al Teatro Eleonora Duse nel maggio 1961. Poco si sa di questo spettacolo, realizzato in un periodo intenso e frenetico della sua attività teatrale, e lo stesso Carmelo Bene ne accenna brevemente nella sua Vita (e anche nel suo libro Sono apparso alla Madonna) dicendo...
Praticavo tre teatri contemporaneamente. Una pazzia simultanea. La "Borsa d'Arlecchino" dove presentai il mio primo Doctor Jekyll and Mister Hyde da Stevenson, il "Duse" con gli atti unici di Barlocco e il "Politeama" dove, allo stesso tempo, provavamo il secondo Caligola.